# Jawhar
Jawhar (także: Jowhar, arab. Dżauhar) – miasto w Somalii; 48 900 mieszkańców (2006). Przemysł spożywczy, włókienniczy. Miasto jest położone 50 km na północ od stolicy, Mogadiszu, w dolinie rzeki Uebi Szebelie.

## Historia
Założone w 1920 przez Luigi Amadeo di Savoia jako kolonia rolnicza, nadając jej nazwę Villaggio Duca degli Abruzzi. Znaczny rozwój miasta miał miejsce w drugiej połowie lat trzydziestych, kiedy osiedliło się tu tysiące kolonizatorów włoskich.
Po zakończeniu drugiej wojny światowej, po odejściu włoskich kolonizatorów, miasto zaczęło tracić na znaczeniu, zwłaszcza po wybuchu wojny domowej w Somalii w 1991.
W 27 grudnia 2006 została zajęta przez wojska etiopskie, które wsparły Tymczasowy Rząd Somalijski. Jednak w 2008 milicje islamskie zdołały odzyskać miasto i odciąć od rządu somalijskiego wspieranego przez Narody Zjednoczone.